# 多摩都市モノレール線
多摩都市モノレール線（たまとしモノレールせん）は、多摩都市モノレールが運営する、東京都東大和市の上北台駅と同多摩市の多摩センター駅を結ぶモノレール路線。旅客案内上は「多摩モノレール」の呼称を使用する。駅ナンバリングの路線記号は、TT。
東京都多摩地域を南北に結ぶ公共交通を拡充するため、モノレール専用道として都市計画決定された。都市計画事業としての名称は各都市計画区域ともに、都市計画道路9・6・1号多摩南北線および都市計画都市高速鉄道都市モノレール第1号線である。

## 概要
多摩都市モノレール線は、多摩地域の中央部を南北に縦断するモノレールであり、西武鉄道拝島線や、JR東日本の中央線、京王電鉄の京王線、相模原線、小田急電鉄多摩線といった東西に走る各鉄道路線との乗換駅（「駅一覧」参照）を結び、東京都区部などとの連絡輸送を担っている。多摩都市モノレール線や接続する鉄道が事故等で遅延・運休した際は、代替経路として相互に振替輸送に利用される。
1998年（平成10年）11月27日に上北台駅 - 立川北駅間が先行開業し、2000年（平成12年）1月10日に立川北駅 - 多摩センター駅が延伸開業した。
多摩都市モノレール線の開業によって、多摩地域の鉄道空白地帯は大きく減じることとなったが北多摩や南多摩地域に多く残っており、さらなる延伸も計画されている。
一日平均乗客数は、2001年度の7万9815人から、2017年度には過去最多の14万2498人へ増加した。
モノレールのためほぼ全線が高架鉄道となっており、基本的には高架駅で統一されているが、中央大学・明星大学駅のみ地上駅（橋上駅）となっている。当線は初めて本格的に可動式ホーム柵タイプのホームドアを採用した路線である。
上北台駅から甲州街道駅の区間は、高層建築物の多い立川駅周辺を除いて南西方向に富士山の眺望に恵まれており、開業20周年を迎えた2018年には、新たなブランドスローガン「さ、いこう！な見晴らしを。」を掲げたほか、2023年には日本夜景遺産に認定された。
沿線はおおむね住宅地で、通勤・通学客の多い朝夕ラッシュ時は非常に混雑する。周辺に大学などの教育機関が点在し、最寄り駅や他線の接続駅は学生で賑わう。駅のプラットホームと改札口を結ぶエスカレーターは、高松駅と立飛駅以外は常に上り方向に運転されている。

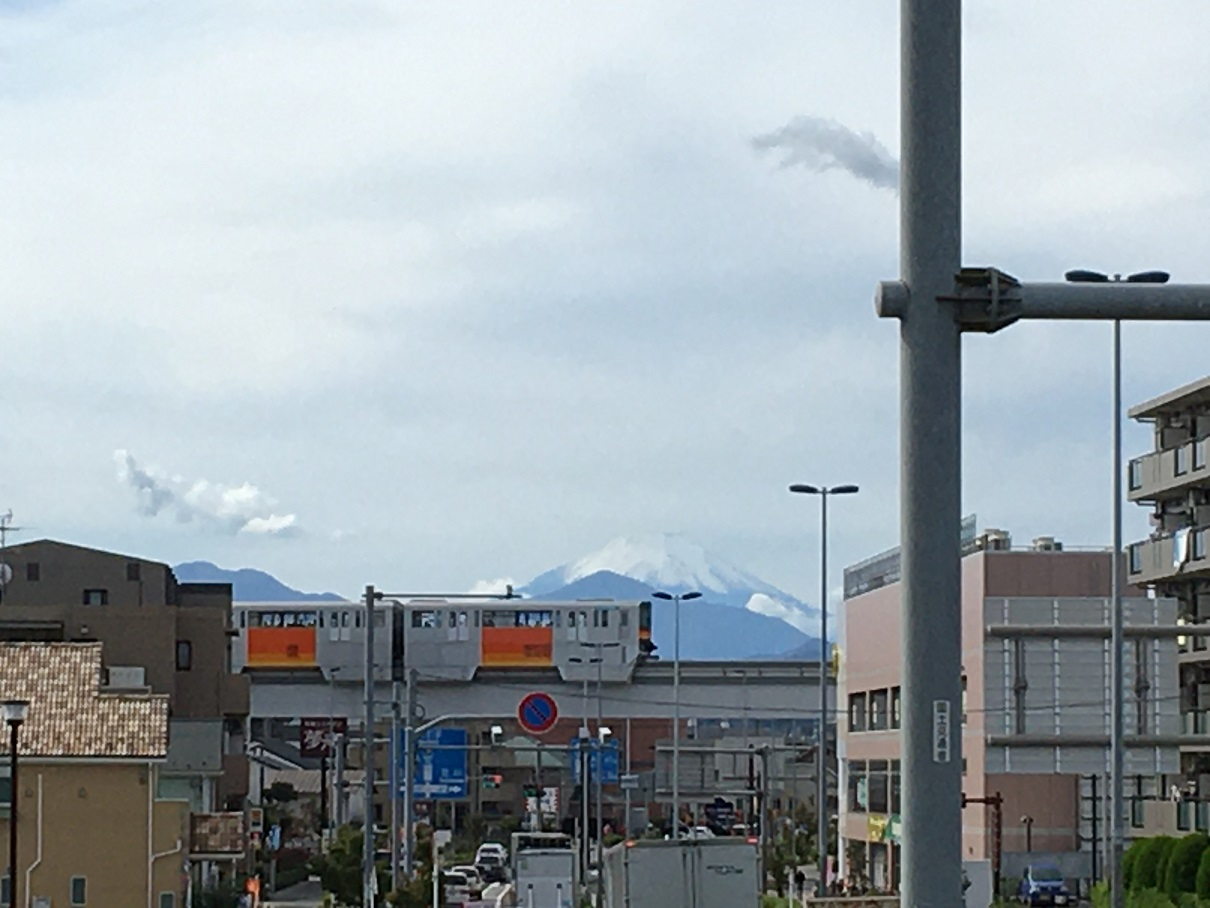
富士山をバックに走るモノレール

## 路線データ
- 路線距離（営業キロ）：16.0 km
- 方式：跨座式モノレール（日本跨座式）
- 複線区間：全線
- 電化方式：直流1,500 ボルト (V)（剛体複線式）
- 保安装置：ATC 併用ATO
- 営業最高速度：65 km/h[2]
- 軌道桁：主に全長22 mのPCコンクリート製の組み合わせ
- 走行方向：左側通行

## 運行形態
ほとんどの列車が多摩センター駅-上北台駅間の運転であり、平日ダイヤでは朝ラッシュ時は6－8分間隔、日中は10分間隔、夕方はおおむね8分間隔、夜間-深夜は10-15分間隔となっている。また、休日ダイヤは朝-夕方は9分間隔、夜間-深夜は10-15分間隔となっている。
区間運転は早朝時間帯に高松駅発多摩センター駅行きおよび高幡不動駅発上北台駅行き、朝ラッシュ後に多摩センター駅発高松駅行き、深夜帯に多摩センター駅発立川北駅行きがある。また、中央大学、明星大学、帝京大学の開校日の平日朝に、上北台駅または立川北駅 - 多摩センター駅間で2往復が運行されるほか、沿線でのイベント時に臨時列車の設定および定期列車の時刻変更が行われることがある。
高松駅の始発と終着は2009年6月1日のダイヤ改正で新設された。高幡不動駅の始発は2019年3月23日のダイヤ改正で新設された。
2019年3月23日に開業以来初めて全面的なダイヤ改正を行い、始発時間の繰り上げ、終電時間の繰り下げ、通勤・通学時間帯の運転間隔の調整、土休日の運転間隔の10分から9分への短縮による運転本数の増加が行われた。
2022年3月12日実施のダイヤ改正では、東芝グループが開発した輸送計画最適化AI（人工知能）を導入して列車ダイヤ・車両運用の効率化やコスト削減を図っている。

## 歴史
- 1979年（昭和54年） - 東京都が「多摩都市モノレール等基本計画調査」を実施[13]。
- 1981年（昭和56年） - 「多摩都市モノレール等基本計画」の調査報告で約93kmの構想路線が発表[5]。
- 1982年（昭和57年）9月 - 日本モノレール協会がモノレール計画試案を発表[14]。
- 1987年（昭和62年）12月26日 - 多摩都市モノレールが上北台 - 多摩センター間の軌道法に基づく特許を取得[15]。
- 1989年（平成元年）9月 - 都市計画決定[16]。
- 1990年（平成2年）
  - 6月 - 上北台 - 立川北間の工事が認可[5]。
  - 11月26日 - 上北台駅建設予定地で、多摩都市モノレールの起工式を実施[17]。
  - 12月 - 上記区間の建設工事に着手[16]。
- 1991年（平成3年）
  - 9月 - 立川北 - 多摩センター間の工事が認可[5]。
  - 11月 - 上記区間の建設工事に着手[16]。
- 1997年（平成9年）12月19日 - 先行して完成した立川北 - 砂川七番間で、初めて本線試運転を開始[18]。
- 1998年（平成10年）11月27日 - 上北台駅 - 立川北駅間が開業[19][15]。
- 2000年（平成12年）1月10日 - 立川北駅 - 多摩センター駅間が開業[20][15]。
- 2002年（平成14年）11月15日 - 利用者数が延べ1億人を超える[21][22]。
- 2012年（平成24年）6月27日 - 開業から13年7か月目で利用者数が延べ5億人を超え[23][22]、モノレールとして日本国内で最速の達成となる[24]。
- 2016年（平成28年）8月28日 - 開業から17年9か月で利用者数が延べ7億人を超える[22]。
- 2018年（平成30年） - 2020年1月10日までを延伸開業20周年記念特別期間とし、20周年ロゴマーク制定、ラッピング列車の運行などを実施[7]。
- 2019年（平成31年）3月23日 - 開業以来初となる全面的なダイヤ改正を実施[11]。
- 2025年（令和7年）5月9日 - 上北台 - 箱根ケ崎間の軌道法に基づく特許を取得[25]。

## 沿線風景

### 上北台駅 - 玉川上水駅
東京都道43号立川東大和線（芋窪街道新道）の真上に位置してバスターミナルと隣接する上北台駅は、市内に鉄道駅のない武蔵村山市の住民の足も担う。発車すると間もなく右手から芋窪街道旧道が合流し、延々と広がる住宅街を両手に見ながら走る。左方向へ曲がると左手に森永乳業東京多摩工場やイトーヨーカドー東大和店の看板などが見える。桜街道駅は芋窪街道と東大和市道である桜街道の交差点の真上に位置する。しばらく進むと立正佼成会の佼成霊園が右方向に広がり、駅構内に立川市の市境がある玉川上水駅に到着する。

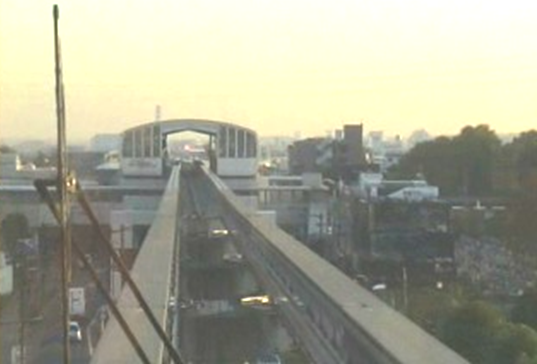
右手に霊園が広がる

### 玉川上水駅 - 立川北駅
玉川上水駅を発車すると西武拝島線と交差する。左手に西武鉄道の玉川上水車両基地が見える。玉川上水を渡ると、再び住宅街の風景を見ながら走行する。砂川七番駅を発車して間もなく東京都道7号杉並あきる野線の五日市街道と交差する。左方向へカーブして南東を向くと、右手に泉市民体育館が現れて泉体育館駅に到着する。発車すると右方向へ大きくカーブして南西を向き、芋窪街道から分岐して広大な工業地帯となる。左手に立飛企業、右手に宗教団体の真如苑応現院が見えると立飛駅に着き、左側に駅と直結するららぽーと立川立飛が、右側にはアリーナ立川立飛やいなげや青果センターなどが見える。多摩都市モノレール車両基地の引き込み線である三角のデルタ線を通過すると、列車運転の基点となる高松駅に到着する。発車すると左方向へカーブして、IKEA立川の東側で南方を向く。右手に自治大学校や農林水産省などの施設を望む。やがて両手から工場は消え、立川都市軸道路(サンサンロード)の真上を走り、百貨店など大型商業施設が目立って来ると、間もなく立川北駅に到着する。

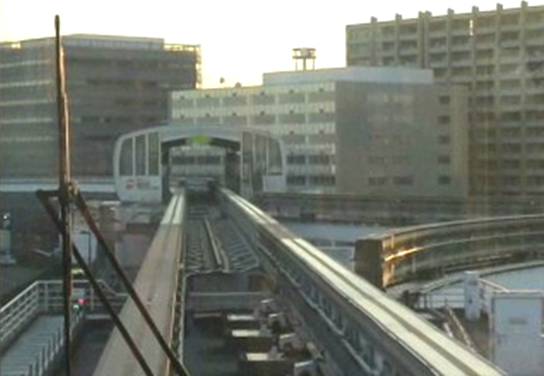
右手にデルタ線が見える

### 立川北駅 - 高幡不動駅
立川北駅を発車すると大きくS字カーブを描き、直下にJR東日本の中央線・青梅線・南武線立川駅が見える。周辺は建設予定地のデパートも取り壊して大規模に開発された。東京都道149号立川日野線上にある立川南駅を発車すると、目立つ商業施設は消えて再び住宅街を望む。間もなく東京都道29号立川青梅線（奥多摩街道）と交差すると柴崎体育館駅に到着する。坂を下り新奥多摩街道と交差すると、立日橋で多摩川を渡り日野市へ入る。立日橋を渡り終えると左方向へ大きくカーブして東京都道149号立川日野線と分かれて南東を向き、東京都道256号八王子国立線（甲州街道）と交差し、甲州街道駅に到着する。同駅を発車すると中央自動車道を乗り越えて高幡不動尊の五重塔もよく見える。右カーブを描いて南を向くと万願寺駅に到着する。駅構内には新撰組ゆかりの地として、隊士が描かれた顔ハメ看板の写真撮影スポットが設置されている。万願寺駅を発車すると国道20号の甲州街道日野バイパスと交差する。緩いカーブを描きながら南西を向き、浅川を渡り、間もなく高幡不動駅に到着する。ここから右手に京王線の高幡不動駅、左手に京王電鉄の高幡不動検車区が見渡せる。

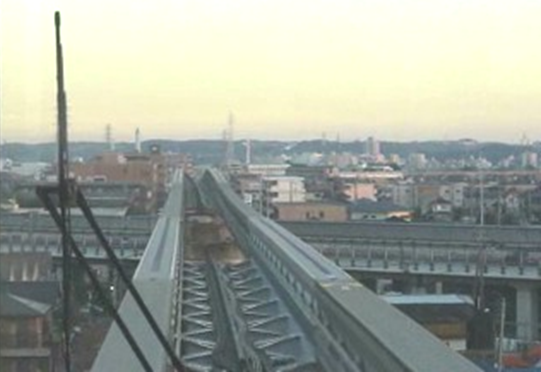
中央自動車道を乗り越える
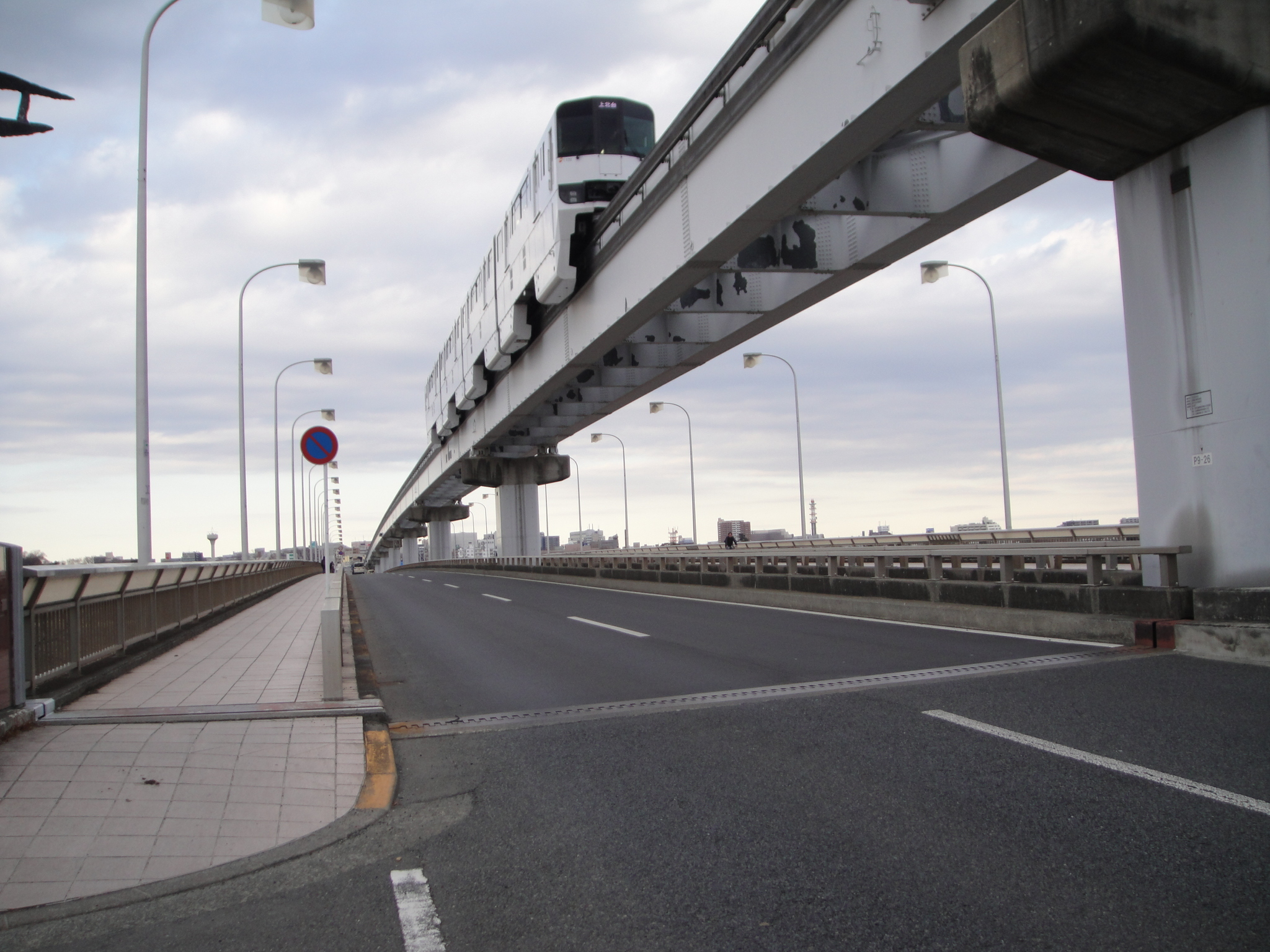
立日橋

### 高幡不動駅 - 多摩センター駅
高幡不動駅で京王線・京王動物園線を乗り越えると東京都道41号稲城日野線（川崎街道）と交差する。ここから先は多摩丘陵に造成された住宅地を走行する。左手に京王動物園線が並行すると程久保駅へ到着する。京王動物園線と共にカーブをうねりながら進むと次第に住宅は少なくなり、南を向き多摩動物公園を右下に見て多摩動物公園駅に到着する。ここで神奈川県道・東京都道503号相模原立川線から分岐し、左手に明星大学日野校を見ると当路線内で唯一のトンネルである多摩丘陵トンネル（延長220m）を抜け、東方を向いて八王子市へ入る。中央大学多摩キャンパスと明星大学日野校に挟まれるこの付近のみ地上を走行し、中央大学・明星大学駅へ到着する。発車すると再び高架となり、坂を下ると東京都道20号府中相模原線（野猿街道）と交差して大塚・帝京大学駅に到着する。その先で大栗川を渡ると南方を向いて松が谷駅に到着する。発車すると次第に谷が開け、手前に巨大商業施設を望みながら右へカーブして南西方向を向く。京王相模原線・小田急多摩線を乗り越えると多摩センター駅に到着する。京王相模原線・小田急多摩線の高架を乗り越えることから、北側に位置する乞田川の渡河地点は地上高22mで、全線中で標高が最高である。この区間は多摩丘陵地帯を通ることから、30‰以上の急勾配が多数あり、大塚・帝京大学駅 - 中央大学・明星大学駅間では最大の57.5‰の勾配がある。

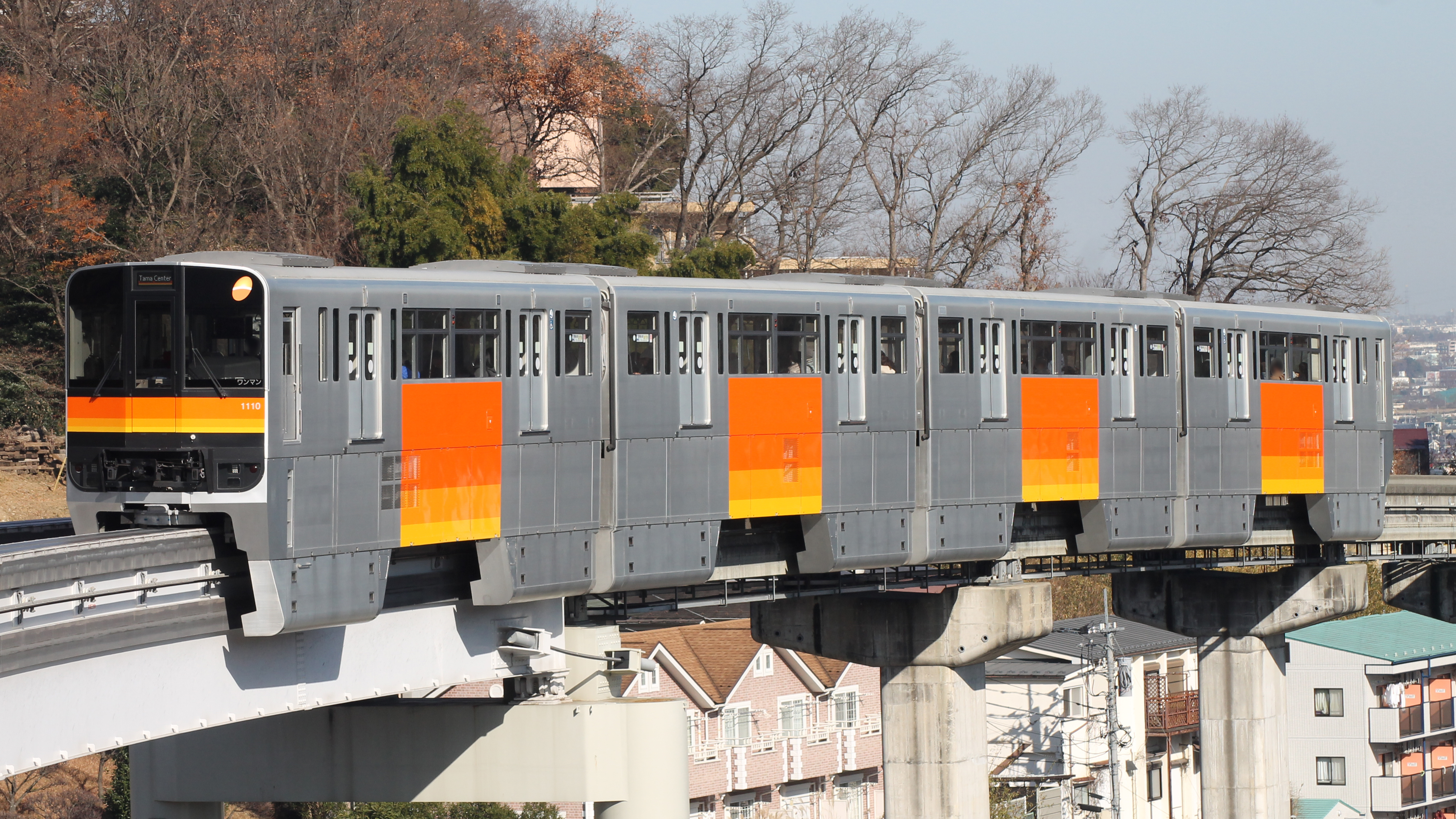
多摩動物公園駅付近
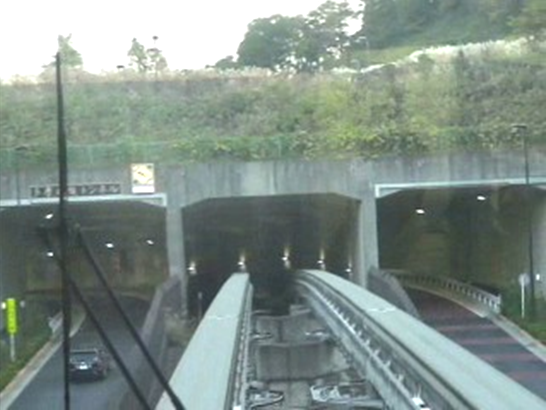
正面に見えるのが多摩丘陵トンネル
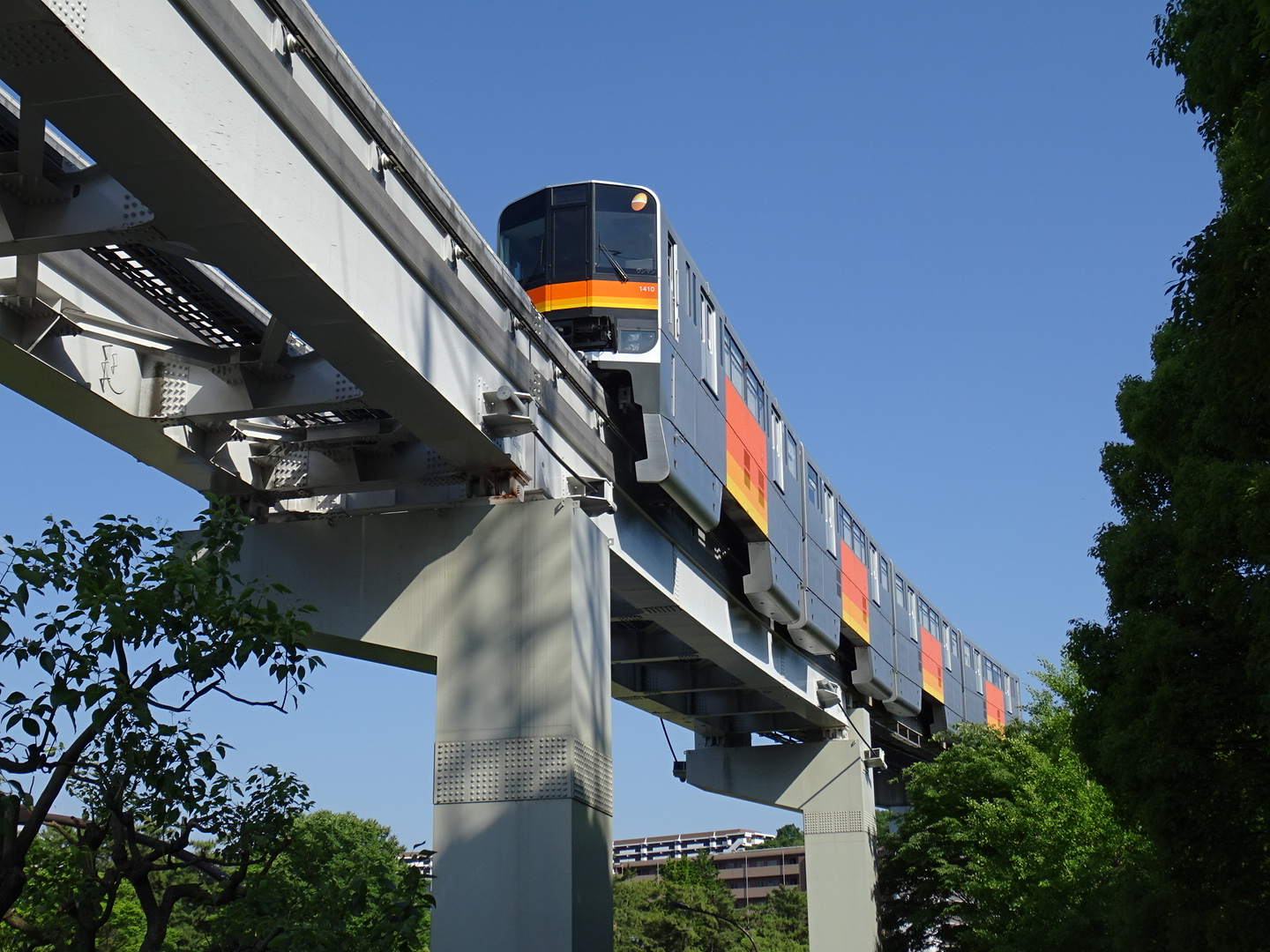
松が谷駅付近を走る多摩モノレール

## 延伸計画
1981年度に発表された多摩都市モノレールの構想路線は現営業区間も含めると約93kmあり、このうち上北台駅から箱根ヶ崎方面、多摩センター駅から町田・八王子方面への延伸が検討されている。

### 上北台 - 箱根ヶ崎
上北台 - 箱根ヶ崎間の約7 kmは、2000年の運輸政策審議会答申第18号では、2015年までに「整備着手することが適当」としており、導入空間となる新青梅街道の拡幅のため用地確保が進められている。
新青梅街道の拡幅は、東大和市上北台1丁目から武蔵村山市神明4丁目までの約1.1 kmを第1工区（2011年度 - 2017年度）、神明4丁目から中央1丁目までの約1.2 kmを第2工区（2015年度 - 2021年度）、中央1丁目から三ツ藤3丁目までの約1.6 kmを第3工区（2014年度 - 2020年度）、三ツ木2丁目から岸1丁目までの約1.2 kmを第4工区（2015年度 - 2021年度）、瑞穂町大字殿ヶ谷から瑞穂町大字武蔵までの約1.4 kmを第5工区（2012年度 - 2018年度）として開始されたが、第1工区は2023年度、第2工区は2028年度、第3工区は2027年度、第4工区は2028年度、第5工区は2024年度までそれぞれ延長された。
2016年の交通政策審議会答申第198号では、「導入空間となりうる道路整備が進んでおり、事業化に向けて関係地方公共団体・鉄道事業者等において具体的な調整を進めるべき」された。
2018年1月、東京都は鉄道新線建設等準備基金を新設し、本区間および多摩センター - 町田間を含む6路線について事業化に向けた検討の深度化を図ることを発表した。建設費は約800億円と試算されている。
2020年1月23日に、東京都は用地の確保が進んでおり鉄道空白地帯解消のために沿線自治体からの要望が強い、上北台 - 箱根ヶ崎間の延伸事業に着手することを正式に発表した。開業時期は未定だが、新たに7駅を設置する予定である。
2022年10月には東京都によって東大和市・武蔵村山市・瑞穂町で延伸に関する都市計画素案説明会が行われ、7駅の設置地点が示された。
2024年7月23日、多摩都市モノレール株式会社は、上北台 - 箱根ヶ崎間の延伸について、軌道法に基づく特許を国土交通大臣に申請した。
2025年5月9日、同区間の軌道事業特許を取得した。2030年代半ばの開業を目指し、工事着手に向けた手続を進める。

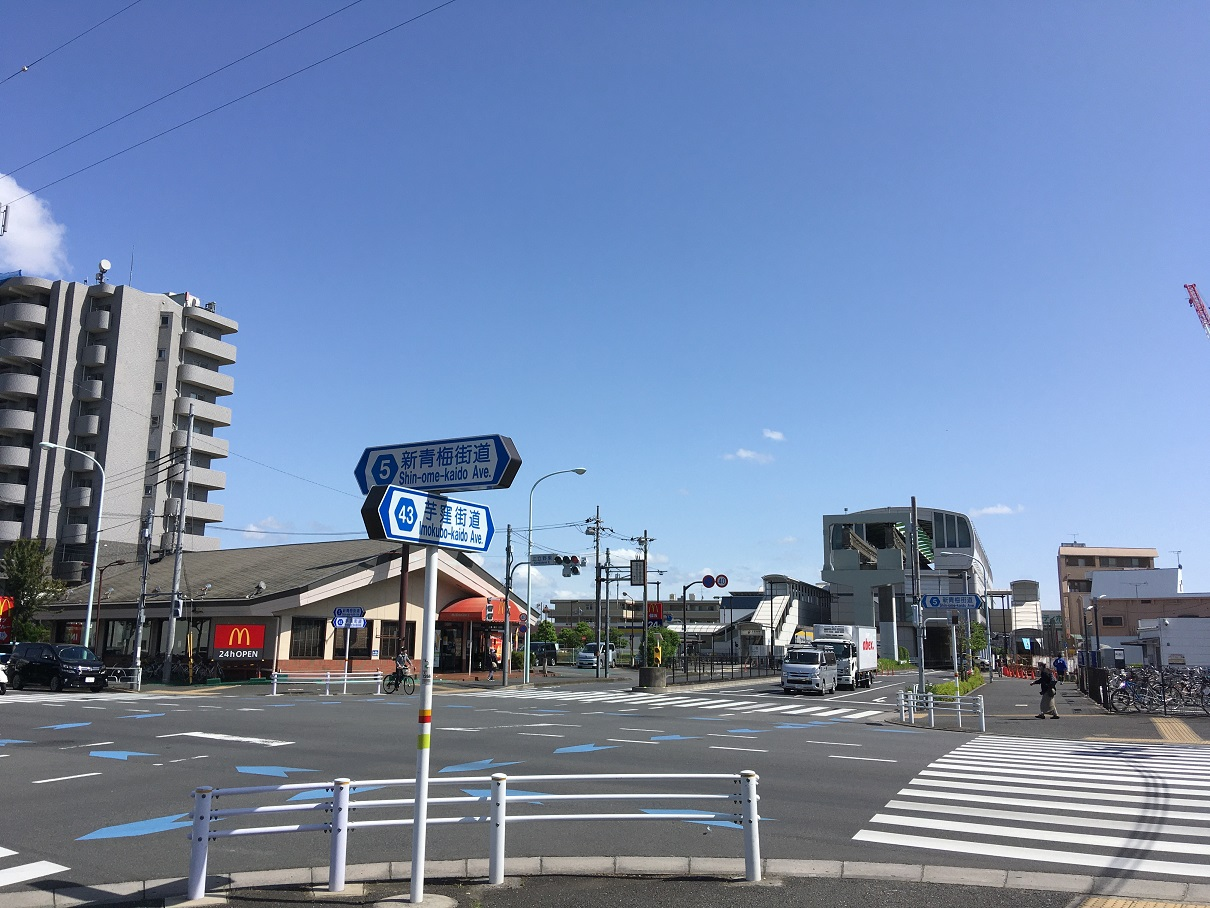
東京都東大和市上北台の新青梅街道と芋窪街道合流点。
将来写真右手奥にある上北台駅から写真手前右手方向の新青梅街道へ曲がり、箱根ヶ崎へと向かう予定。

### 多摩センター - 町田
多摩センター駅から南進して町田までの路線は、運輸政策審議会答申第18号では「今後整備について検討すべき路線」とされており、既に多摩市内と町田市内の一部区間で導入空間を確保している。
2016年の交通政策審議会答申第198号では、「導入空間となりうる道路整備が前提となるため、その進捗を見きわめつつ、事業化に向けて関係地方公共団体・鉄道事業者等において具体的な調整を進めるべき」された。建設費は約1,700億円と試算されている。
2022年1月28日、「多摩都市モノレール町田方面延伸ルート検討委員会」によって、野津田高校、町田市立陸上競技場、日大三高、小山田桜台団地、桜美林学園、町田市民病院等各施設の近辺を通過する「己」の字の線形を含むルートが選定されたことが東京都より発表された。
町田駅まで延伸後は、同駅はJR東日本の横浜線や小田急小田原線との乗換駅となる予定である。

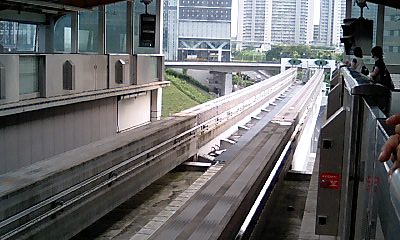
多摩センター駅から町田市方面を望む。延伸案があるが、この先は建設されていない。

### 多摩センター - 八王子
多摩センター駅から西進し、唐木田、南大沢、京王片倉を経て八王子駅までの路線は、運輸政策審議会答申第18号では「今後整備について検討すべき路線」とされており、導入空間の用地確保が進められている。
一方、八王子延伸の早期実現は難しいとの見方から、2016年1月に八王子市が単独でLRT（次世代型路面電車）を導入することも検討されたが、勾配が多く、技術上の問題があることから同年末に導入を事実上見送った。
2016年の交通政策審議会答申第198号では、「事業性に課題があるため、関係地方公共団体・鉄道事業者等において、事業計画について十分な検討が行われることを期待」とした。建設費は約1,900億円と試算されている。

### その他の構想路線
このほか、構想路線には以下の路線も含まれるが、具体化されていない。
- 箱根ヶ崎駅からさらに延伸し、羽村、秋川を経て八王子駅までを結ぶ路線。既存路線・延伸検討中の路線と併せると環状路線を形成する。
  - 周辺自治体[45][46]や市民団体[47][48]では延伸実現に向けた活動を推進している。東京都都市整備局はこの活動を承知しているとした上で、収支採算性や費用対効果、事業として成立するための諸要件で課題があるとし、まず地元で需要の創出につながる沿線地域のまちづくりなどの検討を進めることが大事としている[49][50]。
  - 2022年10月の都市計画素案説明会において、箱根ヶ崎駅が米軍横田基地の航空制限に対応すべく、改札があるコンコース階とホームが同一階にある頭端式ホームとなることが公表された[38]事に対し「あきる野方面への延伸に支障をきたすのではないか」と質問が出たが、東京都都市整備局は「駅改良をしつつ、航空制限を回避できる箇所からあきる野方面への延伸が可能」と回答している[51][50]。
- 唐木田付近で多摩センター - 八王子間の路線から分岐して若葉台、南多摩を経て是政までを結ぶ路線。
- 八王子駅から小宮、日野を経て甲州街道駅までを結ぶ路線。

### 八王子市新交通システム
八王子市は「八王子市新交通システム」と呼ばれる以下の支線構想を、独自に持っていた。
- 八王子駅で本線から分岐し、京王八王子駅を経て明神町交差点で国道20号を西に向かい、追分町から陣馬街道に沿って大楽寺町を経由、八王子四谷町交差点で以下の南北に分岐する路線。
  - 八王子四谷町交差点から高尾街道を北東へ向かい、楢原町、谷野町を経由し、八王子インターチェンジ付近で本線と合流する路線。
  - 八王子四谷町交差点から高尾街道を南西へ向かい、元八王子町、武蔵陵墓地周縁部を経由し、高尾駅付近から町田街道に沿って狭間町を経由、東京医科大学八王子医療センター付近で八王子南バイパスに沿って東に向かい、館町、小比企町を経由して、みなみ野（計画当時は片倉町）付近で本線と合流する路線。

この支線構想は、1984年に当時の都市計画部長が都市交通対策特別委員会に説明し、その後数年間は維持されていたが、そもそも構想の前提となる本線の八王子市内乗り入れの早期実現が望めないとして、半ば自然消滅した状態となったとされる。だがその後も、2003年に公表した基本構想・基本計画「八王子ゆめおりプラン」において、この構想の一部と重なる八王子駅 - 四谷 - 高尾駅間の新交通システム構想が掲載されるなどしていた。

### 埼玉県からの路線誘致
東京都の構想路線には含まれないが、上北台駅がある東京都東大和市に県境が接する埼玉県からも延伸要望がある。
2000年に多摩都市モノレールが開通して以降、所沢市の地域住民は上北台駅から西武ドーム（西武球場前）を経て西武池袋線の小手指駅までの路線誘致を行っている。2019年2月には延伸に関して県議会で質疑答弁されている。
2020年6月に埼玉県は「公共交通の利便性向上検討会議」を設置し、多摩都市モノレールを含む5路線を対象に、延伸の実現に向けた課題の整理などを行っている。2021年3月の会議では、延伸先に西武園ゆうえんちや多摩湖があることから、観光面では需要の創出が期待できるが、交通政策審議会答申第198号に位置付けられていないため、この答申に位置付けられている上北台 - 箱根ヶ崎間の整備状況を踏まえて、関係機関との調整が必要としている。

## 駅一覧
- 全駅東京都に所在。
- 全列車が各駅に停車する。
- 駅ナンバリングは2018年2月導入[58]

| 駅番号 | ステーション シンボル | 駅名                 | 駅間キロ | 営業キロ | 接続路線                                                                                        | 所在地   |
| ------ | --------------------- | -------------------- | -------- | -------- | ----------------------------------------------------------------------------------------------- | -------- |
| TT19   |                       | 上北台駅             | -        | 0.0      |                                                                                                 | 東大和市 |
| TT18   |                       | 桜街道駅             | 0.7      | 0.7      |                                                                                                 | 東大和市 |
| TT17   |                       | 玉川上水駅           | 0.8      | 1.5      | 西武鉄道： 拝島線 (SS33)                                                                        | 東大和市 |
| TT16   |                       | 砂川七番駅           | 1.0      | 2.5      |                                                                                                 | 立川市   |
| TT15   |                       | 泉体育館駅           | 0.5      | 3.0      |                                                                                                 | 立川市   |
| TT14   |                       | 立飛駅               | 0.6      | 3.6      |                                                                                                 | 立川市   |
| TT13   |                       | 高松駅               | 0.6      | 4.2      |                                                                                                 | 立川市   |
| TT12   |                       | 立川北駅             | 1.2      | 5.4      | 東日本旅客鉄道： 中央線・ 青梅線・ 南武線（立川駅:JC 19・JN 26）                                | 立川市   |
| TT11   |                       | 立川南駅             | 0.4      | 5.8      | 東日本旅客鉄道： 中央線・ 青梅線・ 南武線（立川駅:JC 19・JN 26）                                | 立川市   |
| TT10   |                       | 柴崎体育館駅         | 0.7      | 6.5      |                                                                                                 | 立川市   |
| TT09   |                       | 甲州街道駅           | 1.5      | 8.0      |                                                                                                 | 日野市   |
| TT08   |                       | 万願寺駅             | 1.3      | 9.3      |                                                                                                 | 日野市   |
| TT07   |                       | 高幡不動駅           | 1.2      | 10.5     | 京王電鉄： 京王線・ 動物園線 (KO29)                                                             | 日野市   |
| TT06   |                       | 程久保駅             | 0.8      | 11.3     |                                                                                                 | 日野市   |
| TT05   |                       | 多摩動物公園駅       | 1.0      | 12.3     | 京王電鉄： 動物園線 (KO47)                                                                      | 日野市   |
| TT04   |                       | 中央大学・明星大学駅 | 1.1      | 13.4     |                                                                                                 | 八王子市 |
| TT03   |                       | 大塚・帝京大学駅     | 0.9      | 14.3     |                                                                                                 | 八王子市 |
| TT02   |                       | 松が谷駅             | 0.8      | 15.1     |                                                                                                 | 八王子市 |
| TT01   |                       | 多摩センター駅       | 0.9      | 16.0     | 京王電鉄： 相模原線（京王多摩センター駅:KO41） 小田急電鉄： 多摩線（小田急多摩センター駅:OT06） | 多摩市   |

- 多摩動物公園駅は、公式路線図では京王動物園線との乗換駅として表記されているが、定期券での連絡運輸は行っていない。
- 立川北駅と多摩センター駅に駅務管理所が設けられており、柴崎体育館駅以北の10駅を立川北駅で、甲州街道駅以南の9駅を多摩センター駅で管理している[59]。

### 車両基地
高松駅付近には多摩都市モノレール線の車両基地（運営基地）がある。敷地は東西方向に約150 m、南北方向に約350 mあり、敷地面積は約55,000 m2である。
車両基地内には留置線が11線（8線は2編成を、3線は3編成を縦列留置可能）、検修庫1線、検車庫3線、洗浄線2線、タイヤ交換場のほか、保線作業を行う工作車車庫がある。留置線の最大収容能力は4両編成25本（100両）である。検修庫では主に重要部・全般検査を、検車庫では主に月検査、列車検査を行っている。
重要部・全般検査は年間4編成行っており、業務は協力会社の川重車両テクノに委託している。
敷地内には「総合指令所棟」があり、多摩都市モノレール本社、運転指令所、電力指令所、乗務区、施設区などの機関が入居している。車両基地内の主に留置線側の上部空間は人工地盤となっており、東京都住宅供給公社によるJKK公社住宅「トミンハイム立川泉町」が設けられている。

## 運賃
大人普通旅客運賃。小児半額（ICカードの場合は1円未満切り捨て、切符購入の場合は10円未満切り上げ）。2019年10月1日改定。
| キロ程     | 運賃（円） | 運賃（円） |
| キロ程     | ICカード   | 切符購入   |
| ---------- | ---------- | ---------- |
| 1駅区間    | 102        | 110        |
| 3kmまで    | 214        | 220        |
| 4 – 5 km   | 265        | 270        |
| 6 – 7 km   | 316        | 320        |
| 8 – 10 km  | 367        | 370        |
| 11 – 16 km | 408        | 410        |

隣駅までの1駅区間は、特例運賃として110円（ICカードは102円）である。立川北駅と立川南駅は運賃計算上は1駅とされ、高松 - 立川南間と立川北 - 柴崎体育館間は110円となる。砂川七番 - 立川南間は220円（ICカード214円）、立川北 - 高幡不動間と桜街道 - 立川南間は270円（ICカード265円）となる特例運賃も設定されている。回数券や定期券には隣駅110円の特例は適用されない。1駅乗車の場合はICカード乗車券や普通乗車券で乗車する方が運賃は低くなる。
共通乗車カード「パスネット」を導入していたが、他社と異なり自動改札機は1枚のみしか投入できなかった。ICカード乗車券「PASMO」を導入する際に、IC読み取り機能と乗車券の2枚投入が可能な自動改札機へ切り替えられた。
全駅で全国相互利用対応ICカードのPASMO、Suica、Kitaca、manaca、TOICA、PiTaPa、ICOCA、nimoca、はやかけん、SUGOCAが利用できる。PASMOは2007年のサービス開始と同時に導入したが、2017年3月まで交通系ICカード全国相互利用サービスに対応せず、PASMO以外のICカード乗車券はSuicaのみしか使用できなかった。